# 佐治亚理工学院
佐治亚理工学院（英語：Georgia Institute of Technology，简称），是美国一所公立研究型大学，始建于1885年，是美国大学协会、大學研究協會的成员之一，是乔治亚大学系统成员。学校总部位于美国佐治亚州首府亚特兰大市。除了亚特兰大主校区，也在佐治亚州薩凡納、法国梅斯开设分校，也在爱尔兰共和国的阿斯隆市、新加坡国立大学设有联合研究所。
佐治亚理工学院分为七所学院，约有 31 个部门和学术单位。它强调科学和技术的学术领域。佐治亚理工学院 2023 财年 53 亿美元的经济影响领先于该州所有公立机构。該大學被卡內基教學促進基金會歸類為最高的第一級研究型大學 (R-1: Doctoral Universities)。佐治亚理工学院，與東北部的麻省理工学院、西部的加州理工学院並稱美国三大理工学院。
佐治亚理工学院拥有八支男子运动队和七支女子运动队，这些运动队参加 NCAA 第一级运动比赛，并曾五次获得全国冠军。该大学是 大西洋沿岸联盟(ACC)的成员學校之一。

## 历史
该校原名为佐治亚技术学校。1948年，为了体现学校正在向发展并着重于高等科技和科学研究型大学的方向，佐治亚技术学校更名为现今的佐治亚理工学院。佐治亚理工学院与麻省理工学院和加州理工学院为北美三大理工学院。

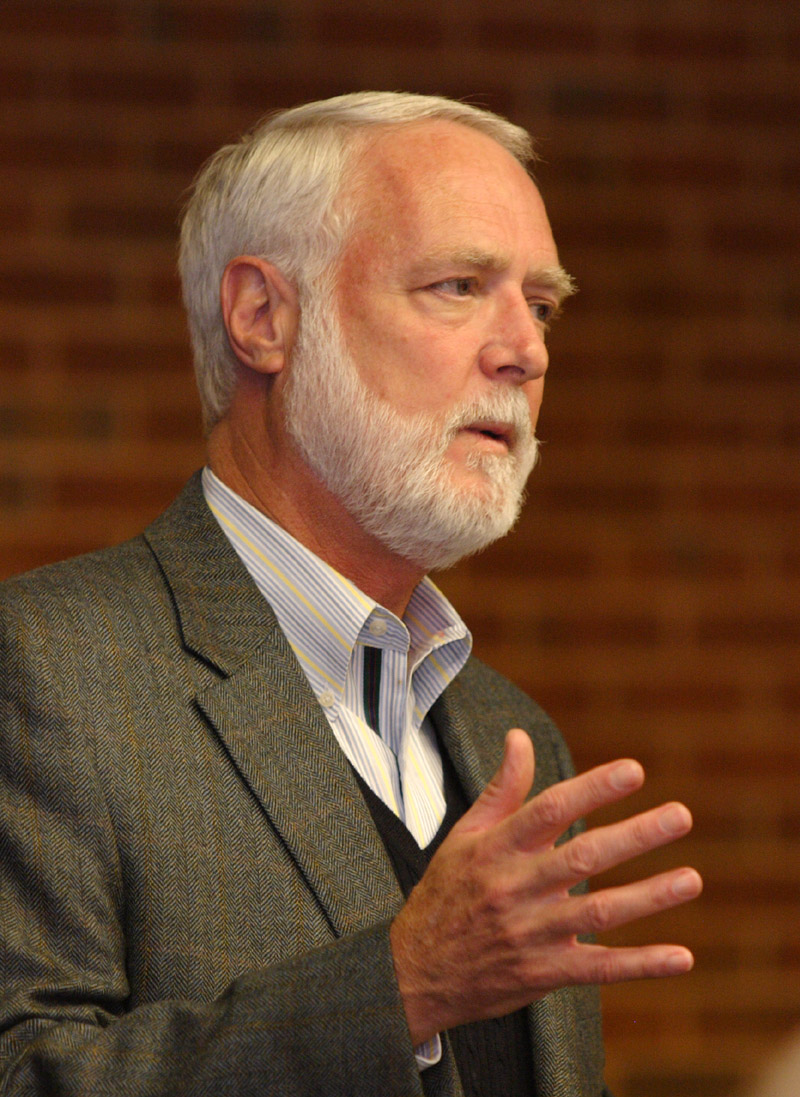
前学院校长G. Wayne Clough教授在一个学生会议上演讲

佐治亚理工学院在1952年招收了第一位女性学生，但是直到1968年所有专业才开始招收女性学生，工业管理专业是最后一个向女性开放的专业。第一座女生宿舍Fulmer Hall在1969年开放。2009年春季学期开始时，有30.3%的本科生和25.3%的研究生是女性。1959年，一个由2,741位学生参加的会议以压倒性的票数投票通过了赞成不分种族的入学资格申请。三年后，仅仅是在佐治亚大学发生种族暴力事件后的一年半,佐治亚理工学院成为了第一所没有法院命令而废除种族隔离制度的大学。理工学院的学生对此举反应不是很大；就如前亚特兰大市市长William Hartsfield描述的，那些学生们“没有时间去管那些事情"。同样，学生们对越南战争和美国被卷入到柬埔寨内战的反应也不大。学生会提出一个正式决议支持与越南停战，因而学院与佐治亚大学系统内的其他大学被下令关闭学校两天。
1988年，时任校长John Patrick Crecine推出了一个重组大学的计划，当时大学只有三个学院：分别是工程学院，管理学院（College of Management），和科学与人文学院，简称COSALS。校长Crecine将后两个学院重组为计算学院（College of Computing）、理学院（College of Sciences），以及Ivan Allen管理、政策、国际事务学院（Ivan Allen College of Management, Policy, and International Affairs）。Crecine从未听取过有关这些改变的意见，因此许多职员并不喜欢他那套自上而下的管理作风；尽管这样，改变还是起到了作用。Crecine同样还为确保1996年亚特兰大夏季奥运会顺利召开起到了重要作用。一个大型的建筑项目开始了，大学建造了现在的西校区，当时的主要作用是作为奥运村，并显著地使亚特兰大中城（Midtown）中产阶级化。大学生生活中心（Undergraduate Living Center），第四街公寓（Fourth Street Apartments），第六街公寓（Sixth Street Apartments），第八街公寓（Eighth Street Apartments），Hemphill公寓,，以及中央街公寓（Center Street Apartments）都是为运动员和游客准备的。佐治亚理工学院水上运动中心（Georgia Tech Aquatic Center）是专为游泳比赛而建造，亚历山大纪念体育馆（Alexander Memorial Coliseum）被重新翻修一新。该校还竖起了凯斯勒钟楼和喷水池（Kessler Campanile）作为大学在电视里的地标象征。自那时起，凯斯勒钟楼（Campanile）被学生们以“The Shaft”这个外号记住了。
1994年，G. Wayne Clough成为了第一位以毕业校友的身份作为该校校长；他的任期经历了1996年夏季奥林匹克运动会。在1998年，他把Ivan Allen管理、政策、国际事务学院（Ivan Allen College of Management, Policy, and International Affairs）分成了Ivan Allen人文学院（Ivan Allen College of Liberal Arts）和管理学院（College of Management）并将之恢复到学院"College"等级，（作为一个在1990年有争议的重组计划的一部分，前校长Crecin把管理学院"College"降级为管理学校"School"）。他在任期内主要集中于将学院急速扩张，改组后的本科生可参加研究项目，和建立一个国际合作计划。2008年3月15日，他被任命为史密森尼学会秘书长，上任时间为2008年7月1日。教务长和学术事务的执行副总裁加里·舒斯特教授被任命为临时校长，上任于2008年7月1日。2009年4月1日，前科罗拉多大学（University of Colorado at Boulder）校长G. P. "Bud" Peterson成为了第11任佐治亚理工学院的校长。2010年4月20日，佐治亚理工学院应邀加入美国大学协会，成为此机构九年来的第一个新成员。

## 学术

### 大学申请
佐治亚理工学院多项专业全美前5，近年来率取率也大幅下降。
| 入学条件（录取比16.5% 2023 Fall） | 本科               | 大学转学生 | 大学GPA 4.0制（个别专业要求提高） | 研究生 |     |
| SAT                               | 1450-1600          | 州内学生   | 3.55                              | GMAT   | 687 |
| ACT                               | 33-36              | 州外学生   | 3.55                              |        |     |
| 高中GPA                           | 3.85-4.11          | 国际学生   | 3.55                              |        |     |
| SAT II或TOEFL（托福）             | 不要求，SAT II推荐 | 高中成绩   | 不要求                            |        |     |
| 国际学生要求 雅思部分             | 6.5以上            | 至少完成   | 30大学学分                        |        |     |

| 级别费用       | 2013-2014学年学费 |
| 研究生（州内） | $8,636            |
| 研究生（州外） | $28,204           |
| 本科生（州内） | $7,070            |
| 本科生（州外） | $27,562           |
| 国际学生       | $27,562           |

### 学生人口比例
|              | 本科生 | 研究生 |
| ------------ | ------ | ------ |
| 美国白人     | 53.18% | 48.2%  |
| 亚裔美国人   | 29.52% | 39.5%  |
| 拉丁裔美国人 | 6.69%  | 4.4%   |
| 非裔美国人   | 6.01%  | 5.4%   |
| 美洲印第安人 | 0.1%   | 0.1%   |
| 其他种族     | 3.91%  | 2.4%   |
| 国际学生     | 13.42% | 42.3%  |

根据最新2013秋季入学统计，该校共有21557名学生（本科生14527名，研究生7030名）及1200多名全职教授和职员。师生比例约为17：1，本科男女生比例约为6：4。在历史悠久的工程学院，登记入学的女生比例是非常低的。工程专业男女生比例约为2：1，在美国的所有男女同校制的大学里，佐治亚理工学院是男女生比例最不平衡的大学之一，不过，这种情况正在慢慢地改变，因为该校的人文学院专业和一些其他专业鼓励和赞助许多高中女学生，在她们高中毕业后从事科学与工程的专业学习，这些项目包括“女性在工程界"以及“女性工程师协会”的赞助。商学院排名逐年上升，吸引了越来越多的女学生前来就读，比例极不平衡的状况正在好转。2013–2014学年新生男女比例为62.59% 对 37.41%。
50-55%的佐治亚理工学院学生为佐治亚州居民，大约20%来自海外，还有25-30%来自美国其余49个州和美属领地。在非佐治亚居民的学生里，最多的是来自佛罗里达州、得克萨斯州、维吉尼亚州、田纳西州、纽约州、南卡罗来纳州、宾夕法尼亚州、新泽西州、马里兰州和加利福尼亚州。Tech的学生来自111个国家和所有50个州。34%的2013秋季新生来自其他各州，13.4%来自海外，29%的亚洲学生或是亚裔美国人，超过5%的学生为非裔美国人，约7%西班牙语裔或拉美裔学生，以及3%其他种族学生。另外在2013秋季学期，接近38%的新生为女学生。

### 组成学院
佐治亚理工学院主要由以下六个学科学院组成：
| - 建筑学院（页面存档备份，存于） - 管理学院（页面存档备份，存于） - Ivan Allen人文学院（页面存档备份，存于） |  | - 计算学院（页面存档备份，存于） - 工程学院（页面存档备份，存于） - 理学院（页面存档备份，存于） |

### 全球大學排名
{{Infobox US university ranking
ARWU 52-61
Forbes 34
U.S. News & World Report 33
Washington Monthly 52
WSJ / College Pulse 69
ARWU 151-200
QS	97
THE	36
U.S. News & World Report 51
根據Times Higher Education World University Rankings 2021，喬治亞理工學院世界大學排名第38名，世界工程技術院校排名第12。Georgia Tech的工程學聞名世界。近年来佐治亚理工学院发展迅速，从美国新闻与世界报道公布的大学排名上看，佐治亚理工学院各学科排名在近十年来稳步上升。佐治亚理工学院的商学院近几年來也稳步上升。在美国新闻与世界报道2011年的商学院排名中，该校管理学院名列全美第二十八名，位列全美最佳商学院前三十名。该校在自然科学上也加大了投入，使得物理学、化学等学科快速发展，并取得了瞩目的成就。

### 全美科系排名
佐治亚理工学院是美国著名的理工学院之一，在U.S. News & World Report 2023的美国大学综合排名第33名。根据Times Higher Education World University Rankings 2021，佐治亚理工学院世界大学排名第38名，世界工程技术院校排名第12。Georgia Tech的工程学闻名世界，其工程学院是全美最优秀的工程学院之一。在美国新闻与世界报道给出的2013年研究生院排名上，佐治亚理工学院的工程学院连续四年名列第四，仅次于麻省理工学院，斯坦福大学和加州大学伯克利分校。在工程学院本科排名上，该校与加州理工学院并列第四。2021年该校在十一个工程研究院学科，以及所有本科工程专业均名列全美前十 。研究院学科排名分别是：工业工程（第一），生物医学工程（第二），土木工程（第三），航天工程（第四），电機工程（第五），环境工程（第三），机械工程（第五），计算机工程（第五），材料工程（第九），核工程（第十）和计算机科学（第十）。本科工程专业：工业工程（第一），航天工程（第二），生物医学工程（第二），环境工程（第二），机械工程（第三），土木工程（第三），电機工程（第五），计算机工程（第六），材料工程（第六）和化学工程（第七）。
| 研究院       | 全美排名 | 本科         | 全美排名 |
| 工程总排名   | 第4      | 工程总排名   | 第4      |
| 工业工程     | 第1      | 工业工程     | 第1      |
| 生物医学工程 | 第2      | 航天工程     | 第2      |
| 土木工程     | 第2      | 机械工程     | 第3      |
| 航天工程     | 第4      | 土木工程     | 第2      |
| 环境工程     | 第2      | 生物医学工程 | 第2      |
| 电機工程     | 第4      | 电機工程     | 第4      |
| 机械工程     | 第5      | 环境工程     | 第2      |
| 材料工程     | 第6      | 计算机工程   | 第5      |
| 核能工程     | 第8      | 材料工程     | 第6      |
| 计算机科学   | 第8      | 化学工程     | 第7      |
| 化学工程     | 第7      |              |          |

## 地理位置
佐治亚理工学院位于美国最繁忙的航空港亚特兰大市的中城（Midtown）地段，距离哈茨菲尔德-杰克逊亚特兰大国际机场大约14英里（23），校园周围交通便捷，高楼耸立，亚特兰大南北高速主干道位于校园东侧。在校园里抬头望天，经常能看到好几架客机和CNN的直升机飞天而过。亚特兰大是美国东南部最大的高度现代化的工商业城市，属于亚热带季风性湿润气候，气候宜人且四季分明，环境优美，相比纽约或洛杉矶少了些许喧闹，多了些宁静。由于地处市区，所以校园面积并不是很大。从南面（North Ave）到北面（10th Street）大约十条街，周边还各有一些房产是属于Georgia Tech的，无线网络遍布校园各个角落。
大学校园南面与可口可乐公司总部对街而望，往南数条街就是亚特兰大的市中心，那里有可供游客游玩的可口可乐世界（World of Coca-Cola Pavilion）和佐治亚水族馆。

## 交通
从亚特兰大地铁红线和金线共用的North Avenue地铁站（靠近校园南端），或Midtown站（靠近校园北端）出站向西步行600米，经过下沉式的I-85高速公路后即到达佐治亚理工。

## 校园服务
佐治亚理工学院提供一系列学生服务包括：免费家教补习，妇女中心，就业服务，健康服务，以及医疗保险。由于地段的关系，学校警察部门24小时巡逻以确保学生们在校园内的安全。入夜后提供免费的点到点接送服务，但是只限于校内及学校周边地区。校园内还设有多达190个紧急求救电话亭，每幢教学楼和学生宿舍楼傍晚后都会自动上锁，只有用学生证和专用电子安全卡才能进入。在校园内，即便是达到了法律规定可以饮酒的年龄，酒精也是不被允许的。

## 著名校友

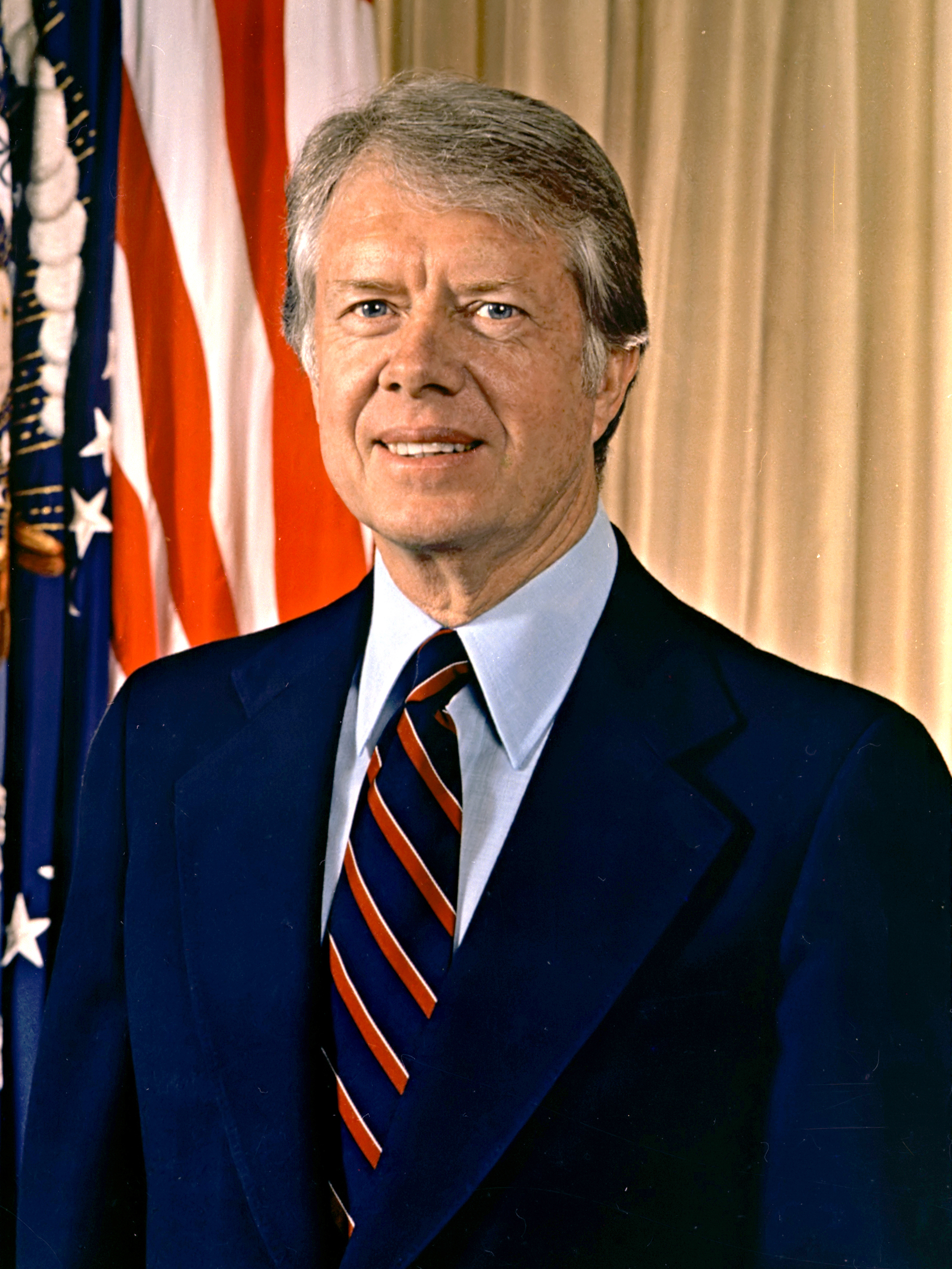
第39任美國總統，2002年諾貝爾和平獎得主，吉米·卡特
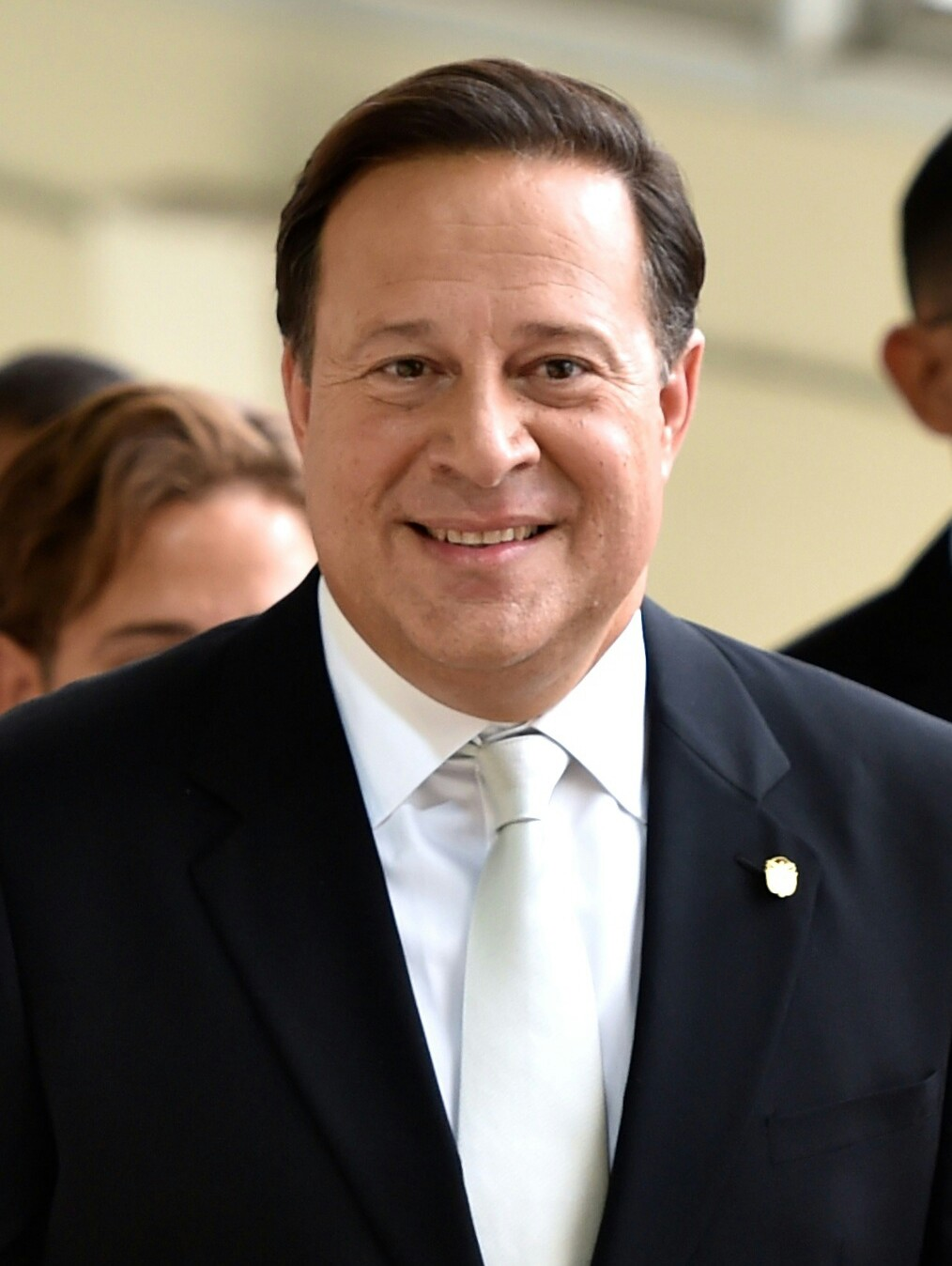
第50任巴拿馬總統，胡安·卡洛斯·瓦雷拉
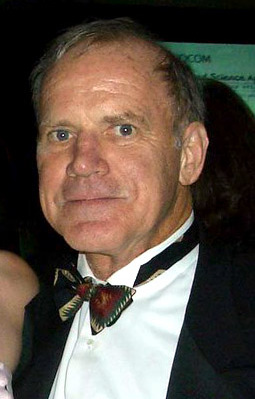
PCR之父，1993年諾貝爾化學獎得主，凯利·穆利斯
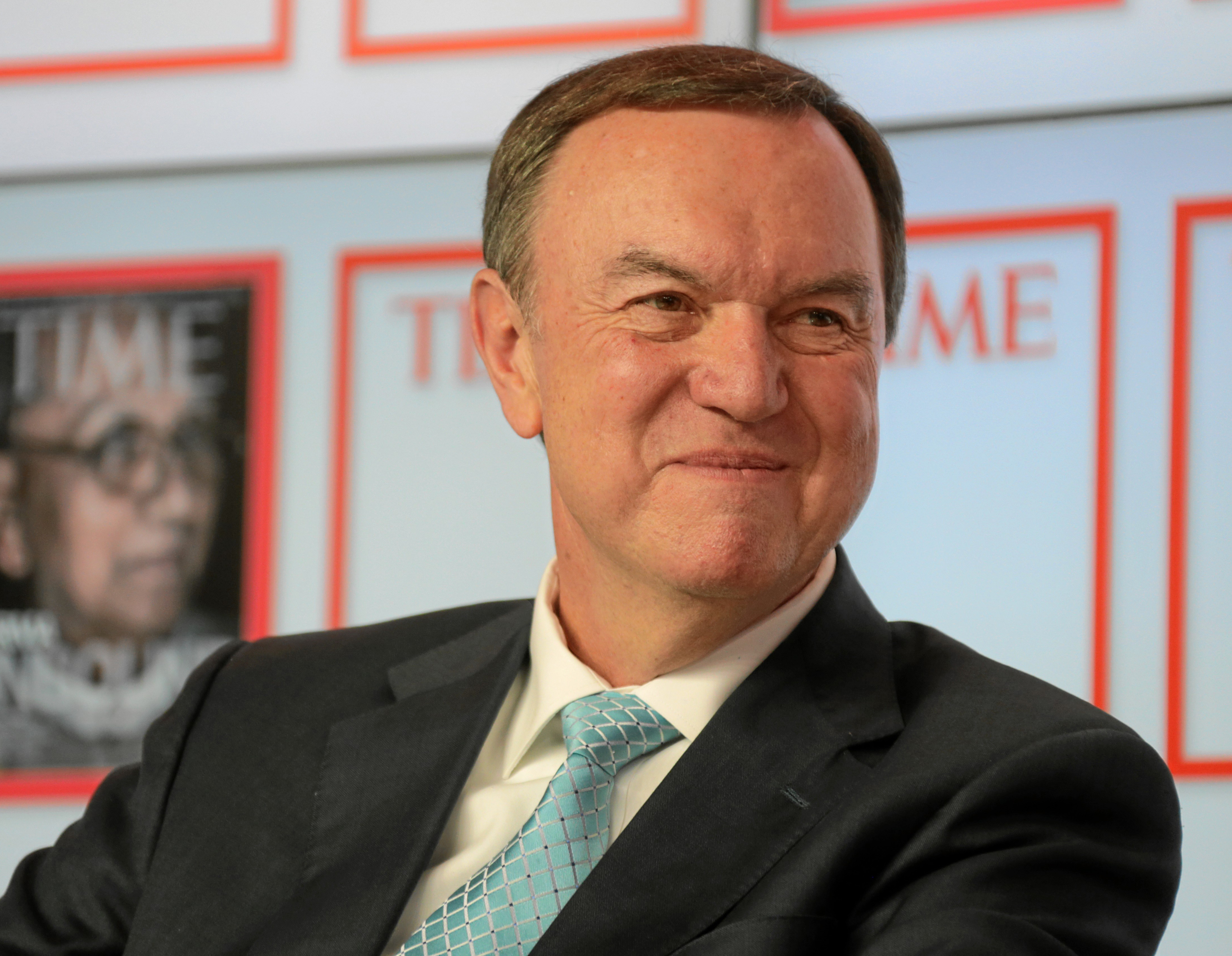
沃爾瑪CEO，美國國家工程院院士，邁克·杜克（英语：Mike Duke）
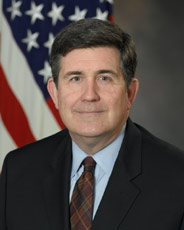
第67任美國海軍部部長，威廉·L·波爾（英语：William L. Ball）
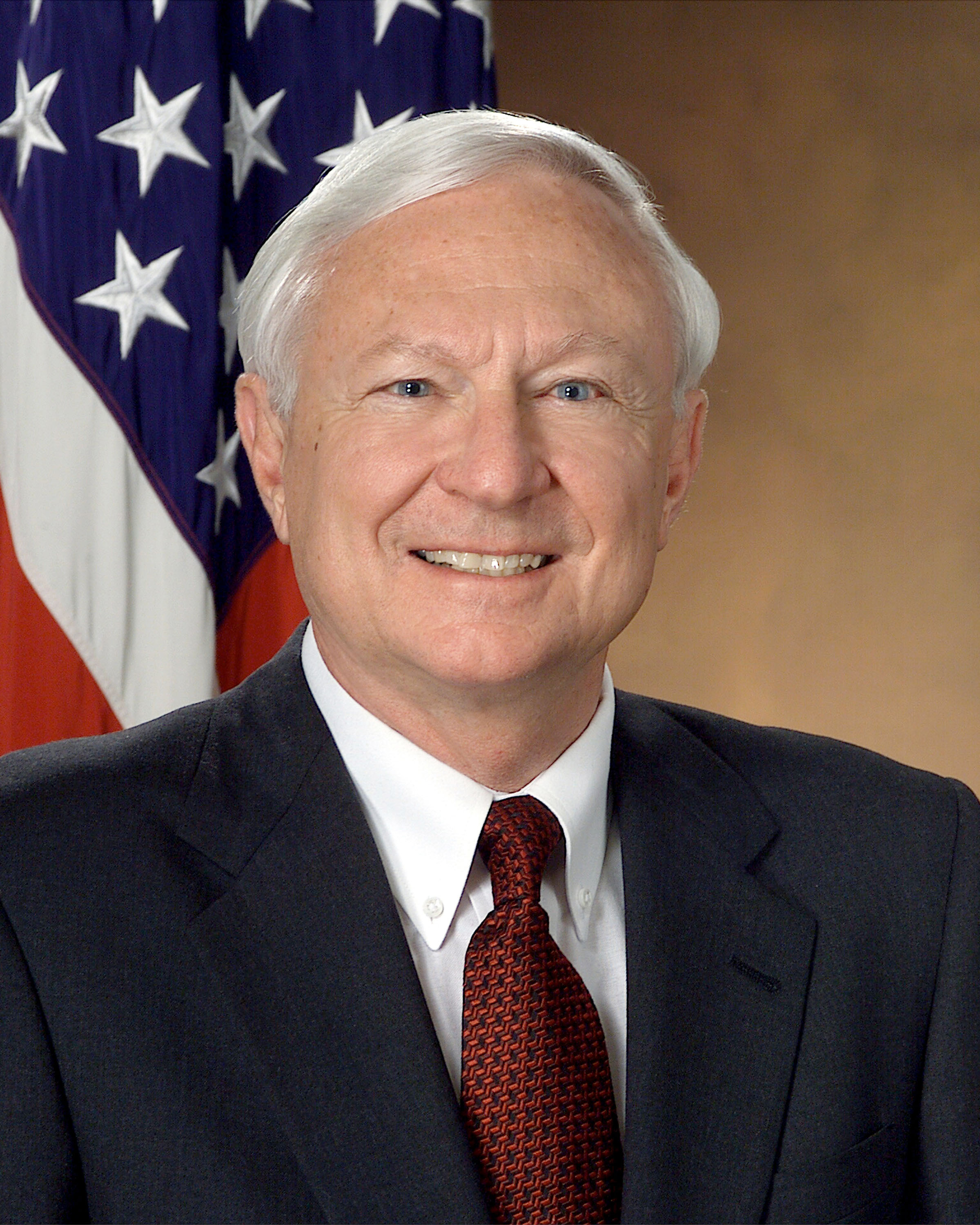
第20任美國陸軍部部長，小愛德華·C·阿爾德里奇（英语：Pete Aldridge）
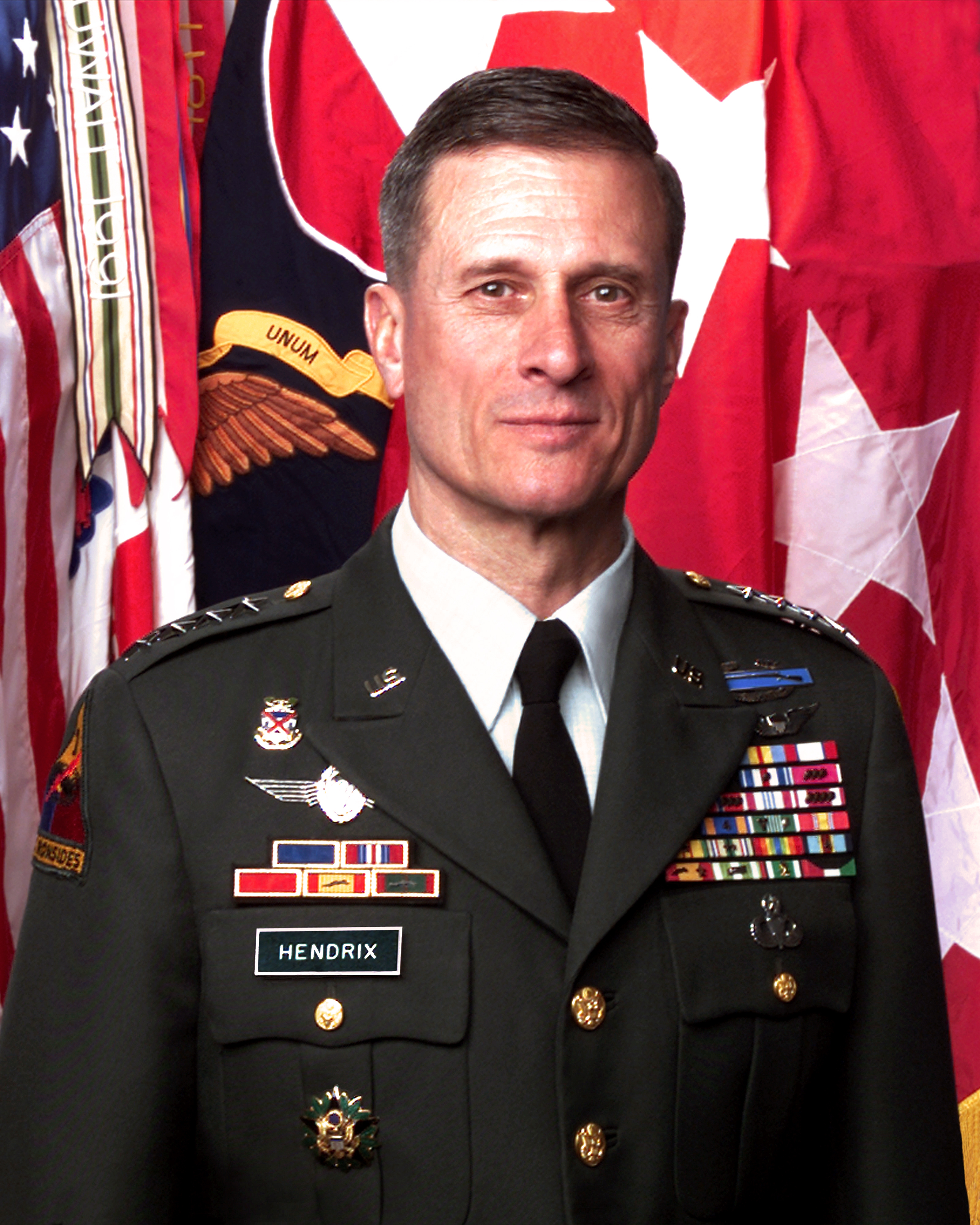
美軍四星上將，約翰·W·亨德里克斯（英语：John W. Hendrix）

### 商业
- 吉爾·阿梅利奧 (1965)美国国家半导体、苹果公司前CEO
- Charles Betty (1979) EarthLink总裁
- John F. Brock (1971)可口可乐董事长兼CEO
- George G. Crawford (1890)首届毕业生，创立田纳西煤铁及铁路公司
- Cecil B. Day (1958) Days Inn酒店连锁创始人
- David Dorman (1975)美国电话电报公司（AT&T）董事长、CEO
- Mike Duke (1971)沃尔玛总裁
- David C. Garrett, Jr.（1955）达美航空原CEO
- Ed Iacobucci (1975) IBM OS/2研发小组主管，Citrix Systems创始人，DayJet总裁
- Robert Milton (1983)加拿大航空（Air Canada）原总裁
- James D. Robinson III (1957)美国运通（American Express）CEO，可口可乐公司主管
- 田民：顺丰集团（S.F. Express) CTO、顺丰科技(S.F. Technology) CEO
- 周光平：小米科技 (Mi Global) 联合创始人、副总裁
- 梁建章：携程网 (Ctrip) 创始人、执行董事会主席、原CEO

### 科学、工程与数学
- 共有数十位美國國家航空暨太空總署（NASA）宇航员毕业于佐治亚理工学院：
- James Henry Deese (1935) NASA主管
- Bascom S. Deaver (1952)物理学家，以研究超导现象的应用闻名；弗吉尼亚大学物理系副主席
- Linda Griffith (1982)生物医学工程师，麻省理工学院生物工程及机械工程教授
- Arnold Hardy (1945)物理学家，业余摄影师，1947年普利策奖得主
- Herbert Keller (1945)应用数学家，数据分析师，加州理工学院应用数学系荣誉教授
- Michel G. Malti (1922)电子工程师，以一系列关于电路分析的论著闻名
- Robert C. Michelson (1974)机器人学家，2001年Pirelli奖获得者，Entomopter发明者
- W. Jason Morgan (1957)对板块构造论和地球动力学理论作出了重要贡献，2003年国家科学奖章得主，普林斯顿大学地球科学教授
- Kary Mullis (1964) 1993年诺贝尔化学奖获得者，发明聚合酶链式反应（PCR）
- Herbert Saffir (1940)提出萨菲尔-辛普森飓风等级
- Daniel P. Sanders (1993)提出四色问题新的高效证明
- 王中林，纳米材料专家，佐治亚理工学院终身教授、校摄政董事教授（Regents' Professor）及纳米材料科学与技术中心主任，中国国家纳米科学中心联合主任。
- Patricia Yang：2015年搞笑諾貝爾獎物理學獎得獎者
- 林建邑，台灣史上最年輕大學生（13歲）
- Caleb Anderson，美國史上最年輕大學生之一（12歲）
- 陳明德(1994)，國立中正大學企業管理學系暨研究所副教授。

### 计算机科学
- 吉姆·阿尔金（Jim Allchin）（1984）微软前副总裁、平台部主管，负责Windows NT系列、XP及Vista的研发工作
- Krishna Bharat (1996) Google研究科学家，开发了Google新闻
- Tom Cross (1999)企业家，计算机安全专家，黑客
- Jim Davies (1997)认知科学家，剧作家和艺术家
- Chaim Gingold (2003)参与研发Spore
- D. Richard Hipp (1984) SQLite架构师及主要的开发者
- Ed Iacobucci (1975) IBM OS/2研发小组主管
- Craig Mundie (1972)微软首席研究及战略官
- James F. O'Brien (2000)加州大学伯克利分校计算机科学教授
- Rosalind Picard (1984)麻省理工学院情感计算研究组创始人及主管
- Mike Pinkerton (1997) Mozilla浏览器和Google Chrome浏览器合作开发者
- Jeff Trinkle (1979)伦斯勒理工学院计算机科学系主席
- 刘伟 （年份待查），电子计算机工程硕士，米哈游公司创始人之一，米哈游现任董事长及总裁。

### 艺术与设计
- Michael Arad (1999)纽约世贸中心纪念碑设计者
- John C. Portman (1950)上海金茂大厦设计者，SunTrust广场设计者
- Hugh Stubbins Jr.（1933）花旗中心设计者
- Bones Howe (1956)格莱美奖获得者
- Ed Dodd (1925)漫画家
- Jorge Cham (1997)漫画家，加州理工学院博士后讲师及研究员

### 政治和公共服务
- G. Wayne Clough（1964）佐治亚理工学院院长，史密森学会（Smithsonian Institution）主管
- Ivan Allen, Jr.（1933）亚特兰大市市长
- Timothy C. Batten, Sr.（1981）美国联邦法院法官
- Max Burns（1973）美国众议院议员
- Howard Callaway（1945）美国众议院议员，陆军部部长
- Phil Gingrey（1965）美国众议院议员
- Stephen Pace（1912）美国众议院议员
- Sam Nunn（1956）美国参议院议员
- Mario Canahuati（1977）洪都拉斯外交部部长，前驻美国大使
- 吉米·卡特（1946）第39任美国总统，2002年诺贝尔和平奖获得者
- J. Owen Forrester（1961）美国联邦法院法官
- Jack Guynn（1969） 美联储（亚特兰大）主席
- Paul Craig Roberts（1961）经济学家，前财政部副部长
- Daniel Webster（1971）佛罗里达州众议院议长
- Juan Carlos Varela（1985）巴拿马副总统
- 李殷鎬（1991）第12任駐台北韓國代表部代表、第5任戰略物資管理院（朝鲜语：전략물자관리원）院長

### 军事
- Edward C. Aldridge, Jr.（1962）第16任空军部部长
- William L. Ball (1969)第67任海军部部长
- Philip M. Breedlove (1977) 空军四星上将，空军副参谋长, 美国驻欧洲盟军司令部司令官
- John M. Brown III 陆军太平洋司令部司令
- Pete Geren (1973) 第20任陆军部部长
- John W. Hendrix (1965) 陆军四星上将，原美国陆军司令部司令